# Ribas Pequenas
Santiago de Ribas Pequenas és una parròquia del municipi gallec de Bóveda, a la província de Lugo. Limita al nord amb les parròquies de Ver i Mosteiro, al sud amb Valverde i A Parte, a l'est amb Piño, i a l'oest amb Vilalpape.
L'any 2008 tenia una població de 127 habitants agrupats en 6 entitats de població: A Áspera, Chorente, A Eirexa, A Gándara, O Souto i A Veiga.
Entre els seus monuments destaca l'església de Santiago, del segle xvii. Les festes se celebren el 7 de setembre en honor de la Verge del Remei.